# Manseque / Canción de amor
«Manseque / Canción de amor» es un sencillo del cantautor chileno Ángel Parra, hijo de Violeta Parra, lanzado en 1969 bajo el sello que creó junto a su hermana Isabel, Peña de los Parra, y distribuido por el sello DICAP. El lado A pertenece a su álbum lanzado el año anterior, Al mundo-niño, le canto, mientras que el lado B abre el disco Canciones de amor y muerte, lanzado el año siguiente.
Manseque cuenta con acompañamiento en guitarra de Julio Villalobos, integrante de Blops.

## Lista de canciones
| Lado A |            |             |          |  |
| N.º    | Título     | Música      | Duración |  |
| 1.     | «Manseque» | Ángel Parra |          |  |

| Lado B |                   |        |          |  |
| N.º    | Título            | Música | Duración |  |
| 2.     | «Canción de amor» |        |          |  |